# Serie di Dyson
In fisica, in particolare in teoria quantistica dei campi, per calcolare la probabilità d'interazione tra particelle mediante la cosiddetta matrice S, si utilizza la serie di Dyson, formulata dal fisico britannico Freeman Dyson, che è una serie perturbativa i cui singoli termini possono essere rappresentati mediante i diagrammi introdotti da Richard Feynman. Questa serie diverge asintoticamente, ma nelle teorie quantistiche di campo, opportunamente troncata, fornisce un'ottima approssimazione dei risultati attesi. Ad esempio in elettrodinamica quantistica (QED), al secondo ordine, la differenza dai dati sperimentali è dell'ordine di {\displaystyle 10^{-10}} e all'interno degli errori (sia teorici sia sperimentali). Si noti che, per comodità, in questa voce si sono usate le unità di Planck per cui {\displaystyle \hbar =1}, dove {\displaystyle \hbar } è la costante di Dirac (o costante di Planck ridotta).

## L'operatore di Dyson
Supponiamo di avere un'hamiltoniana {\displaystyle H} che possiamo scrivere come una parte "libera" {\displaystyle H_{0}} e una parte "interagente" {\displaystyle V}, ossia {\displaystyle H=H_{0}+V}. Ci porremo nella rappresentazione di interazione.
Nella descrizione di interazione, l'operatore di evoluzione temporale del sistema U è definito da:
{\displaystyle \Psi (t)=U(t,t_{0})\Psi (t_{0})\ }
ed è chiamato operatore di Dyson
Abbiamo che:
{\displaystyle U(t,t)=I,\ U(t,t_{0})=U(t,t_{1})U(t_{1},t_{0}),\ U^{-1}(t,t_{0})=U(t_{0},t)}
e l'equazione di Tomonaga-Schwinger  è data da:
{\displaystyle i{d \over dt}U(t,t_{0})\Psi (t_{0})=V(t)U(t,t_{0})\Psi (t_{0}).}
Quindi:
{\displaystyle U(t,t_{0})=1-i\int _{t_{0}}^{t}{dt_{1}\ V(t_{1})U(t_{1},t_{0})}.}

## Derivazione della serie di Dyson
Quanto sopra porta alla seguente serie di Neumann:
{\displaystyle {\begin{array}{lcl}U(t,t_{0})&=&1-i\int _{t_{0}}^{t}{dt_{1}V(t_{1})}+(-i)^{2}\int _{t_{0}}^{t}{dt_{1}\int _{t_{0}}^{t_{1}}{dt_{2}V(t_{1})V(t_{2})}}+\cdots \\&&{}+(-i)^{n}\int _{t_{0}}^{t}{dt_{1}\int _{t_{0}}^{t_{1}}{dt_{2}\cdots \int _{t_{0}}^{t_{n-1}}{dt_{n}V(t_{1})V(t_{2})\cdots V(t_{n})}}}+\cdots .\end{array}}}
Con {\displaystyle t_{1}>t_{2}>\dots >t_{n}} così da avere che i campi sono ordinati temporalmente, ovvero introducendo l'operatore {\displaystyle {\mathcal {T}}} di ordinamento temporale:
{\displaystyle U_{n}(t,t_{0})=(-i)^{n}\int _{t_{0}}^{t}{dt_{1}\int _{t_{0}}^{t_{1}}{dt_{2}\cdots \int _{t_{0}}^{t_{n-1}}{dt_{n}{\mathcal {T}}V(t_{1})V(t_{2})\cdots V(t_{n})}}}.}
Possiamo tentare di semplificare questa integrazione. Infatti, dal seguente esempio:
{\displaystyle S_{n}=\int _{t_{0}}^{t}{dt_{1}\int _{t_{0}}^{t_{1}}{dt_{2}\cdots \int _{t_{0}}^{t_{n-1}}{dt_{n}K(t_{1},t_{2},\dots ,t_{n})}}}.}
Assumendo che {\displaystyle K} sia simmetrico e definendo (facendo attenzione ai limiti di integrazione):
{\displaystyle I_{n}=\int _{t_{0}}^{t}{dt_{1}\int _{t_{0}}^{t}{dt_{2}\cdots \int _{t_{0}}^{t}{dt_{n}K(t_{1},t_{2},\dots ,t_{n})}}}.}
La regione di integrazione può essere divisa in {\displaystyle n!} sotto-regioni definite da:
t1 > t2 > ..., > tn,
t2 > t1 > ..., > tn, ecc.
Data la simmetria di {\displaystyle K}, l'integrale in ognuna di queste regioni è lo stesso ed equivale a {\displaystyle S_{n}} per definizione.
Quindi vale:
{\displaystyle S_{n}={\frac {1}{n!}}I_{n}.}
Giungiamo quindi all'identità:
{\displaystyle U_{n}={\frac {(-i)^{n}}{n!}}\int _{t_{0}}^{t}{dt_{1}\int _{t_{0}}^{t}{dt_{2}\cdots \int _{t_{0}}^{t}{dt_{n}{\mathcal {T}}V(t_{1})V(t_{2})\cdots V(t_{n})}}}.}
Sommando tutti i termini otteniamo quindi la serie di Dyson:
{\displaystyle U(t,t_{0})=\sum _{n=0}^{\infty }U_{n}(t,t_{0})={\mathcal {T}}e^{-i\int _{t_{0}}^{t}{d\tau V(\tau )}}.}